# Haarlemmerstraat 51 (Amsterdam)
Haarlemmerstraat 51 te Amsterdam is een gebouw aan de Haarlemmerstraat in Amsterdam-Centrum.
Die Haarlemmerstraat is een eeuwenoude straat net ten noorden van de grachtengordel. De originele bebouwing is in de loop der eeuwen (grotendeels) vervangen door nieuwbouw, dan wel nieuwbouw op nieuwbouw. Alhoewel in de gevel “anno 1736” wordt vermeld, dateert het gebouw uit 1896. Toen werd op deze plek een creatie gebouwd van architect François Marie Joseph Caron, bekend van zijn werk voor Willem Vroom en Anton Dreesman (Vroom & Dreesman). Hier in de binnenstad van Amsterdam was geen plek voor een groot gebouw; het gebouw dat op een hoek staat van de Rodekoegang (Roode Koegang; Haarlemmerstraat 57-59 ligt nog steeds teruggetrokken) is zelfs smal te noemen. Op de begane grond bevindt zich een winkelruimte met aan de linker zijde de winkelingang en een aparte ingang voor de bovenwoningen. Daarboven bevinden zich twee woonverdiepingen en een zolderruimte. Caron kwam voor die laatste met een niet alledaags ontwerp. Vanaf buitenaf te zien lijkt die zich te bevinden onder een puntdak. Echt vlak daarachter is te zien dat het gebouw ene plat dak heeft. De bouwstijl van het pand is eclectisch te noemen, maar dan richting “verleden” en “toekomst”. Zo zijn er elementen van het traditioneel bouwen, maar er zijn ook kenmerken van de art nouveau. Met name het houtsnijwerk, de kleurstelling en details van de horizontale metalen ondersteuningsbalk, gevelversieringen, tegelwerk van het portaal en hijsbalk wijzen op die kunststroming. Ook de kleurstelling en bladmotieven van de jaarstenen "Anno 1736" duiden daarop. Overigens valt het gebouw niet alleen voor wat betreft bouwstijl op. Tussen alle bruine en rode baksteen ter plekke is dit pand opvallend opgetrokken in de kleuren wit en groengrijs.
Het groen is voorts nog terug te vinden in de naam van de eerste gebruiker van het gebouw: J.J.F. Möllmann (Josephus Johannes Franciscus Möllmann, die een handel in boter, kaas, eieren, kruideniers-, grutterswaren en comestibles dreef. Hij had de winkel overgenomen van zijn vader. De groene letters zijn gezet tegenover een gele achtergrond; detailversieringen sluiten de naambalk aan beide kanten af. Hij opende hier op 8 augustus 1896 zijn handel. Krant De Tijd omschreef het destijds als “een aardig huisje rijker” en 
in vrijen gothieken stijl opgetorkken, daarbij zorgend zoowel voor een doelmatige inrichting als voor een fraai, teekenachtig geveltje.
Hoelang dit bedrijf er gevestigd was is niet bekend. Een van de opvolgers was de rijwielhandel Presto met een stalling in de gang, die ook Haarlemmerstraat 49 in gebruik nam. Het bedrijf zou er tot in de jaren tachtig daar gevestigd zijn; het had de voorgevel ontsierd door middel van een groot reclamebord. In de jaren negentig was er Warmteservice gevestigd (handel in cv-bouwpakketten). In 2022 is er een souvenirwinkel gevestigd (Haarlemmer Buddha).
Op 4 oktober 2005 werd het gebouw tot gemeentelijk monument verklaard.
Ook de Haarlemmerstraat 51 te Leiden is een gemeentelijk monument en ook een woon/winkelhuis.

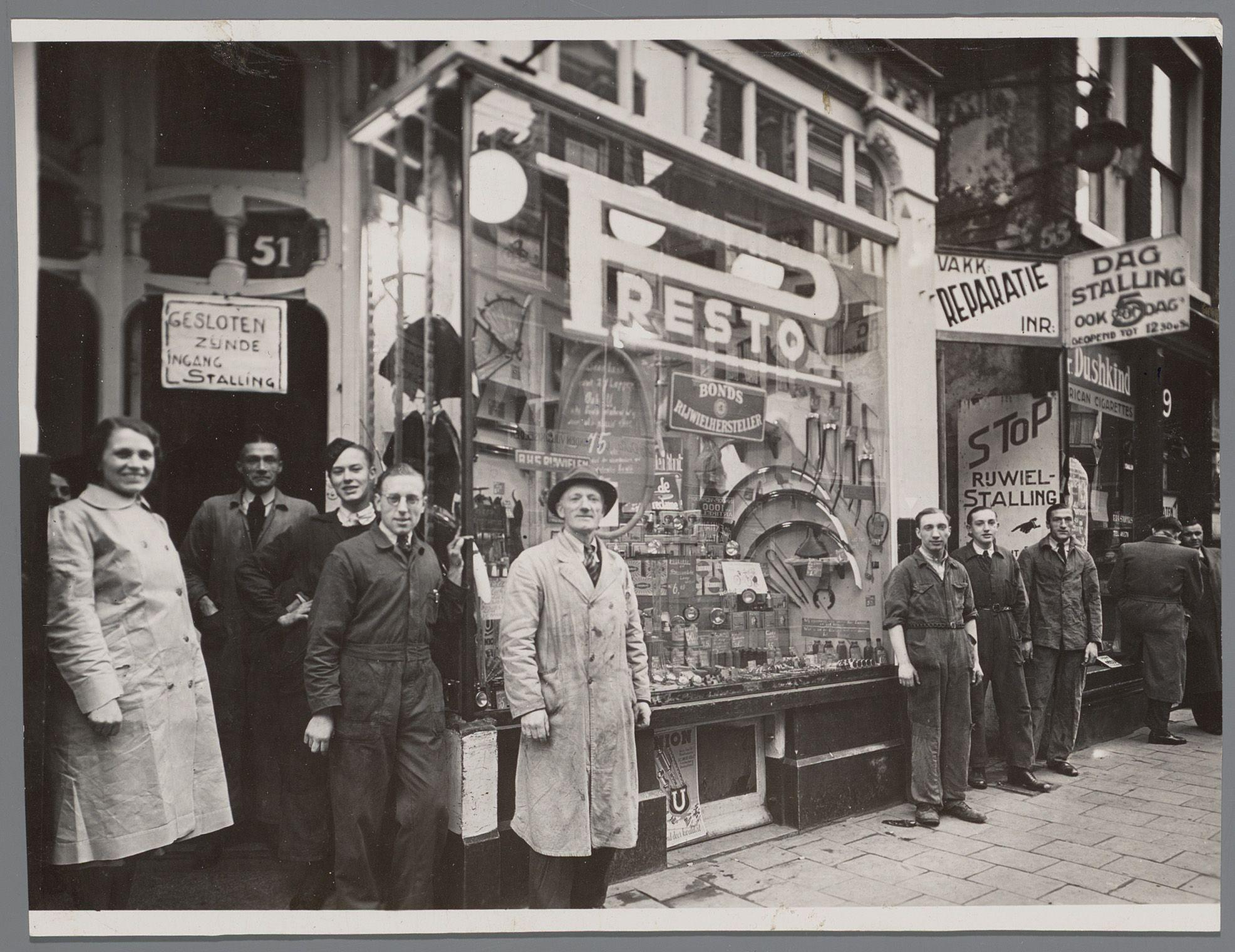
Prestowinkel in 1935